# Geel beertje
Het geel beertje (Eilema sororcula) is een nachtvlinder uit de familie van de spinneruilen (Erebidae) en de onderfamilie van de beervlinders (Arctiinae). De spanwijdte bedraagt tussen de 27 en 30 millimeter.
De vlinder komt voor in Centraal- en Zuid-Europa, Klein-Azië en Zuidoost-Azië. Ook in Nederland en België is de vlinder algemeen. De rups leeft van korstmossen op bomen.
De vliegtijd van het geel beertje loopt van eind april tot in juni.

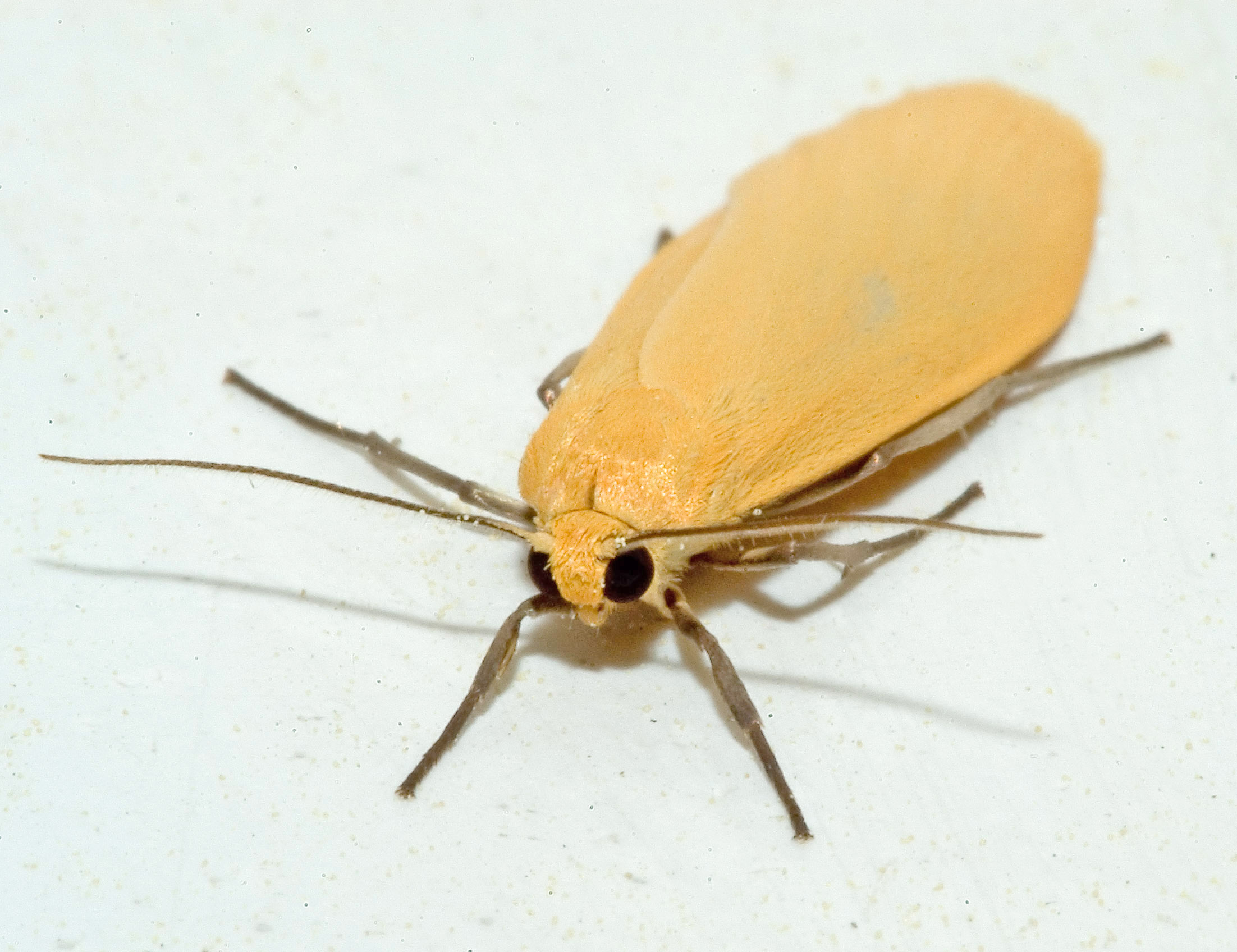
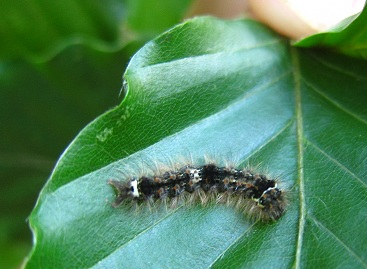
Rups